# Labastide-de-Virac
Labastide-de-Virac ist eine Gemeinde mit 322 Einwohnern (Stand 1. Januar 2022) in Frankreich, sie liegt im Süden des Départements Ardèche in der Region Auvergne-Rhône-Alpes.
Das Dorf liegt in der Tourismusregion westlich des Flusses Ardèche, nahe der Grenze zum Département Gard. Die Gemeinde Labastide-de-Virac hat eine Fläche von 23,12 km².
Die mittelalterliche Burg steht unter Denkmalschutz und ist zu besichtigen. Sie wurde Ende des 14. Jahrhunderts erbaut und war während der Religionskriege Unterschlupf für den Grafen von Rohan, einen Hugenottenführer. Es ist heute ein Museum, in dem man alte Möbel, Gewänder, Handwerkszeug und als Besonderheit die Herstellung von Naturseide bewundern kann. In Schaukästen befinden sich lebende Seidenraupen in den verschiedenen Stadien bis zur Verpuppung. Gezeigt werden auch die alten Geräte zur Verarbeitung der Seide.

## Weblinks

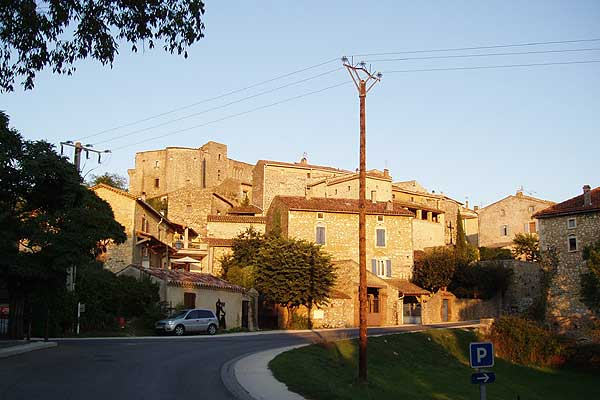
Nahansicht

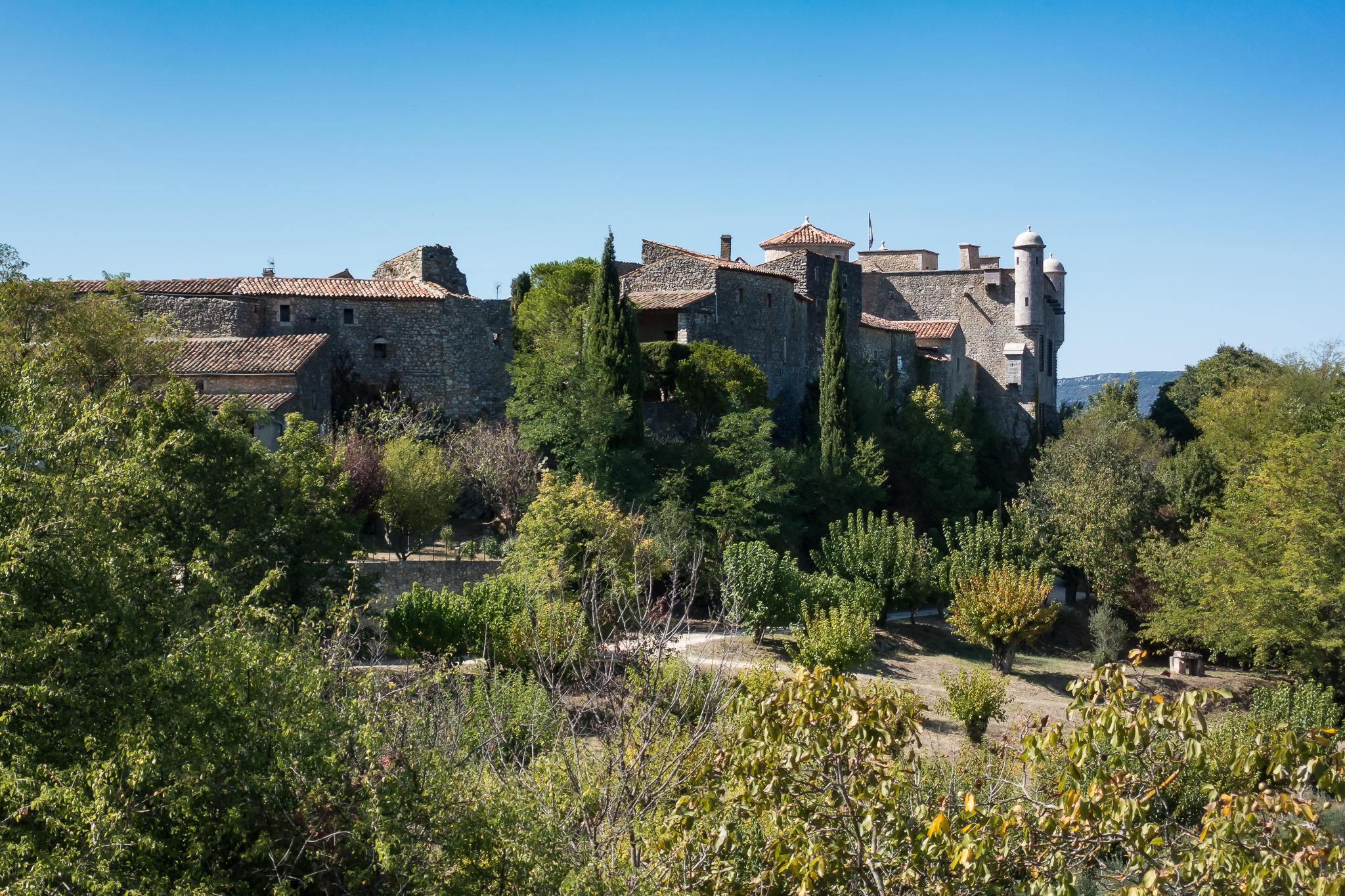
Dorf Labastide-de-Virac mit mittelalterlicher Burg

## Bevölkerungsentwicklung
| Jahr                       | 1962 | 1968 | 1975 | 1982 | 1990 | 1999 | 2007 | 2018 |
| Einwohner                  | 155  | 145  | 155  | 184  | 193  | 218  | 210  | 304  |
| Quellen: Cassini und INSEE |      |      |      |      |      |      |      |      |